# Velasques

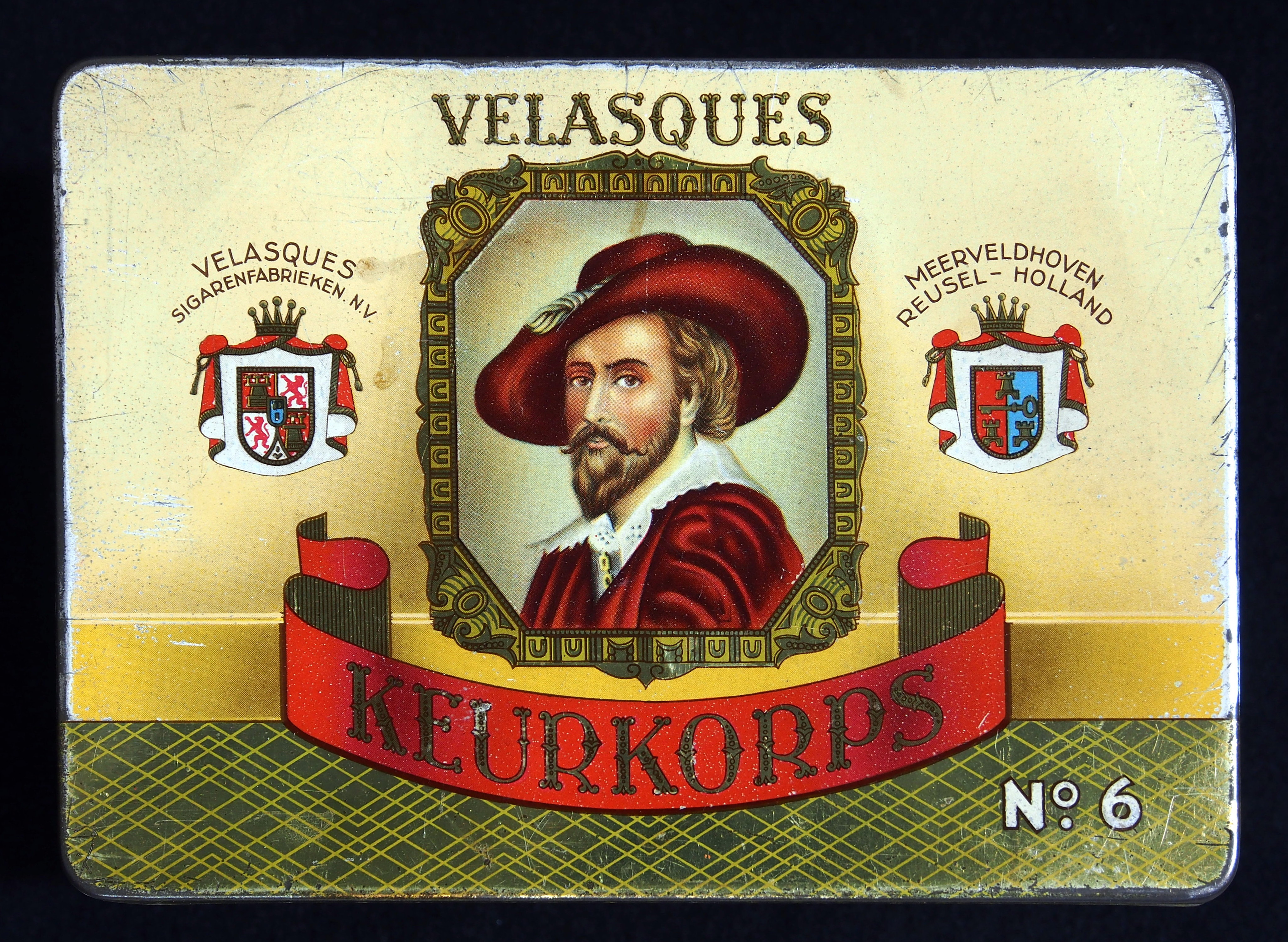
Velasques sigarenblik

Velasques is een Nederlands sigarenmerk dat naar de Spaanse kunstschilder Diego Velázquez is vernoemd.

## Geschiedenis
Oprichter was de op 27 november 1919 tot Nederlander genaturaliseerde Belg Alfons (Petrus Carolus Josephus Alphonsus) Dassen. Hij stichtte in 1892 een klein sigarenfabriekje in zijn woonplaats Eindhout. Op 1 april 1896 verhuisden hij en zijn fabriek naar Geel. Hij trouwde in 1900 in Eersel met Maria Wijnen maar bleef tot 1907 in Geel wonen. Het Belgische bedrijf van Dassen werd verkocht aan Jean Baptiste Cassart.  
Op 1 november 1907 vroeg hij onder de naam 'Alfons Dassen-Wijnen' wonende te Eersel een Hinderwetvergunning aan voor het oprichten van een sigarenfabriek in Meerveldhoven. Hij begon de productie onder naam St. Antonius in wat gehuurde vertrekken van in totaal 63 vierkante meter naast het woonhuis van J.F. van Lippen.
In 1911 werd op de hoek Broekweg-Provincialeweg in Meerveldhoven zijn eerste Nederlandse sigarenfabriek gebouwd die enige malen werd uitgebreid. 
Toen in 1935 een gemiddelde sigaar voor zo'n 5 cent te koop was, kostten de sigaren van Velasquez 8 en 10 cent. Daarmee waren ze vergelijkbaar met merken als Karel I, Willem II en Agio die midden jaren dertig zo'n 10 gulden per honderd kostten. Deze duurdere sigaar werd vervaardigd door de in 1912 opgerichte vennootschap  Dassen & van der Meeren, v/h Sigarenfabriek St. Antonius. Ook in Reusel werd een fabriek gebouwd. Het bedrijf maakte tevens de goedkopere 'Arlo' sigaar. Na de Tweede Wereldoorlog werd de firma overgenomen door de vier zoons van Dassen. Deze voerden een verregaande mechanisatie van het productieproces door.
Door de introductie van de sigaret nam de belangstelling voor de sigaar af. In 1963 werd de "Veldhovense Tabaksindustrie" v/h gebr. Philips eigenaar van Velasques en Duc George (en van La Bolsa v/h J. C. Boele in Kampen, Wascana, Uiltje en Martinez). De leiding van NV Veldhovense Tabaksindustrie v/h gebr. Philips was toen nog in handen van vier directeuren Dassen. In 1970 werd het bedrijf verkocht aan Henri Wintermans, vanaf 1996 een werkmaatschappij van British American Tobacco Company Nederland NV, die de productie overhevelde naar Geel. Uiteindelijk kwam het geheel in handen van The Scandinavian Tobacco Company.
De fabriek aan de Provincialeweg 65 in Veldhoven bestaat nog; het is nu een (witgeschilderde) meubelzaak.